# Monumento a Pedro Carbo
El Monumento a Pedro Carbo es un monumento de la ciudad de Guayaquil, Ecuador, diseñado por el escultor italiano Augusto Faggioni, y que fue inaugurado el 9 de octubre de 1909, dedicado a la memoria de Pedro Carbo Noboa, exdiputado y exalcalde de Guayaquil. Está ubicado en la Plaza de la Merced, frente a la iglesia del mismo nombre en las calles Víctor Manuel Rendón, entre Pedro Carbo y General Córdova.

## Historia

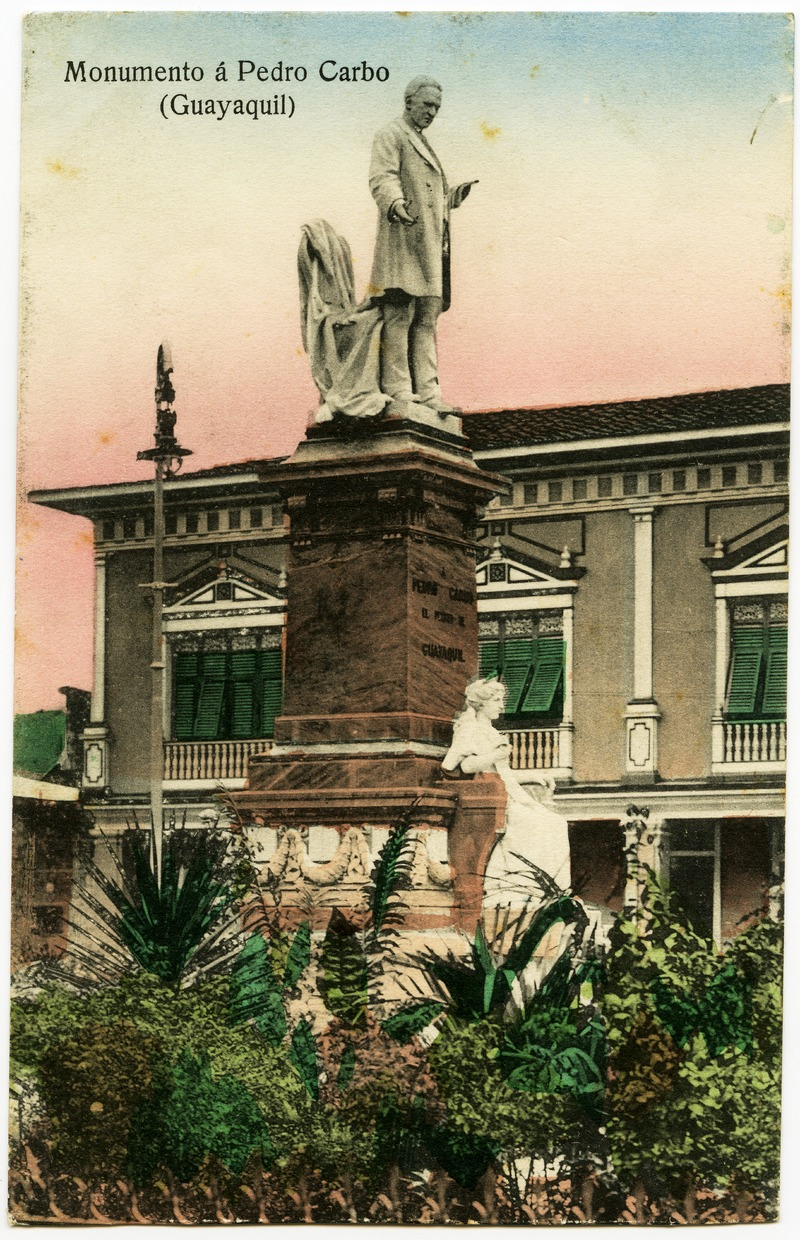
Monumento en el año de 1911

En una sesión extraordinaria del concejo cantonal, el 27 de diciembre de 1894, se decide erigir un monumento en su memoria, creando al día siguiente un comité pro-monumento. Este estuvo conformado por Rafael Pólit, Luis Vernaza, Aurelio Noboa, entre otros. Se inauguró finalmente la obra finalizada catorce años después, el 9 de octubre de 1909.

## Descripción
El monumento está esculpido en mármol de Carrara de dos colores, gris en su base y blanco para la imagen de Pedro Carbo. Está elevada sobre una columna que hace de pedestal, donde se aprecia la leyenda "A Pedro Carbo, el pueblo de Guayaquil", y una mujer sentada, como alegoría de la República. Se aprecia la imagen de Carbo de pie delante de una silla, con un documento en su mano izquierda y extendiendo la mano derecha.